# Кубок России по футболу 1993/1994
Второй розыгрыш Кубка России по футболу проводился с 18 апреля 1993 года по 22 мая 1994 года. Обладателем трофея в первый раз стал московский «Спартак».

## Результаты матчей

### 1/128 финала
18 апреля
- «Урарту» (Грозный) — «Терек» (Грозный) — 1:2
- «Автодор-Олаф» (Владикавказ) — «Эрзу» (Грозный) — +:- (неявка гостей)
- «Кавказкабель» (Прохладный) — «Анжи» (Махачкала) — 3:0
- «Автозапчасть» (Баксан) — «Спартак» (Нальчик) — 1:2
- «Дружба» (Будённовск) — «Асмарал» (Кисловодск) — 1:0
- «Бештау» (Лермонтов) — «Нарт» (Черкесск) — 1:0, д. в.
- «Торпедо» (Армавир) — «Колос» (Краснодар) — 2:2, 3:0-пен.
- «Машук» (Пятигорск) — «Шерстяник» (Невинномысск) — 1:1, 7:6-пен.
- «Венец» (Гулькевичи) — «Дружба» (Майкоп) — 1:2
- «Химик» (Белореченск) — «Кубань» (Краснодар) — 3:1
- «Кубань» (Бараниковский) — «Гекрис» (Новороссийск) — 1:2
- «Нива» (Славянск-на-Кубани) — «Спартак» (Анапа) — 1:2
- «Шахтёр» (Шахты) — «Ростсельмаш»-д (Ростов-на-Дону) — 1:0
- СКА (Ростов-на-Дону) — АПК (Азов) — 0:1
- «Металлург» (Красный Сулин) — «Торпедо» (Таганрог) — 2:0
- «Салют» (Белгород) — «Факел» (Воронеж) — 0:2
- «Авангард» (Курск) — ФК «Орёл» (Орёл) — 2:1
- «Арсенал» (Тула) — «Металлург» (Липецк) — 1:0
- СУО (Москва) — «Ока» (Коломна) — 2:4
- «Турбостроитель» (Калуга) — «Локомотив»-д (Москва) — 2:1
- «Трион-Волга» (Тверь) — «Космос-Кировец» (Санкт-Петербург) — +:- (неявка гостей)
- ФК «Гатчина» — «Смена-Сатурн» (Санкт-Петербург) — 0:2
- «Локомотив» (Санкт-Петербург) — «Зенит» (Санкт-Петербург) — 0:2
- «Прометей-Динамо» (Санкт-Петербург) — «Динамо» (Вологда) — 1:0, д. в.
- «Прогресс» (Черняховск) — «Балтика» (Калининград) — 0:1
- «Машиностроитель» (Псков) — «Искра» (Смоленск) — 1:0
- «Спартак» (Кострома) — «Текстильщик» (Иваново) — 0:1
- «Волочанин» (Вышний Волочёк) — «Булат» (Череповец) -:+ (отказ «Волочанина»)
- «Сатурн» (Раменское) — «Знамя труда» (Орехово-Зуево) — 0:3
- «Динамо»-д (Москва) — «Мосэнерго» (Москва) — 0:3
- «Торпедо-МКБ» (Мытищи) — ЦСКА-2 (Москва) — 3:2
- «Торгмаш» (Люберцы) — «Титан» (Реутов) — 1:0, д. в.
- «Виктор-Авангард» (Коломна) — «Спартак-д» (Москва) — 4:3, д. в.
- «Асмарал»-д (Москва) — «Интеррос» (Москва) — 1:0 д. в.
- «Торпедо»-д (Москва) — «Динамо-2» (Москва) — 1:3
- ЦСКА-д (Москва) — «Космос-Квест» (Долгопрудный) — 8:1
- «Торпедо» (Павлово) — «Химик» (Дзержинск) — 0:2, д. в.
- «Торпедо» (Арзамас) — «Светотехника» (Саранск) — 2:0
- «Спутник» (Кимры) — «Торпедо» (Владимир) — 2:3
- «Вымпел» (Рыбинск) — «Шинник» (Ярославль) — 2:2, 5:3-пен.
- «Иргиз» (Балаково) — «Лада» (Тольятти) — 1:0
- «Заря» (Кротовка) — «Зенит» (Пенза) — 2:1
- «Саранскэкспорт» (Саранск) — «Торпедо» (Рязань) — 2:0
- «Текстильщик» (Ишеевка) — «Лада» (Димитровград) — 1:0
- «Звезда-Русь» (Городище) — «Сокол» (Саратов) — 0:1
- «Ротор»-д (Волгоград) — «Авангард» (Камышин) — 2:1
- «Атоммаш» (Волгодонск) — «Торпедо» (Волжский) — 0:1
- «Астратекс» (Астрахань) — «Волгарь» (Астрахань) — 2:2, 3:2-пен.
- «Вятка» (Киров) — «Горняк» (Качканар) — 2:2, 4:3-пен.
- «Азамат» (Чебоксары) — «Нефтехимик» (Нижнекамск) — 1:2, д. в.
- «Электрон» (Вятские Поляны) — «Дружба» (Йошкар-Ола) — 0:0, 4:3-пен.
- «КамАЗавтоцентр» (Набережные Челны) — «Рубин-ТАН» (Казань) — 1:0
- «Энергия» (Чайковский) — «Торпедо» (Ижевск) — 1:0
- КДС «Самрау» (Уфа) — «Торпедо» (Миасс) — 1:0
- «Девон» (Октябрьский) — «Содовик» (Стерлитамак) — 1:0, д. в.
- «Металлург» (Новотроицк) — «Металлург» (Магнитогорск) — 1:0, д. в.
- «Газовик» (Ижевск) — «Звезда» (Пермь) — 2:1, д. в.
- «Уралец» (Нижний Тагил) — «Зенит» (Ижевск) — 3:2

2 мая
- «Динамо-Газовик» (Тюмень) — «Томь» (Томск) — 4:0
- «Чкаловец» (Новосибирск) — «Металлург» (Новокузнецк) — 1:2
- «Кузбасс» (Кемерово) — «Селенга» (Улан-Удэ) — 2:1
- «Металлург» (Красноярск) — «Звезда-Юнис-Сиб» (Иркутск) — 2:1

### 1/64 финала
7 мая
- «Газовик» (Ижевск) — «Уралец» (Нижний Тагил) — 1:3

8 мая
- «Терек» (Грозный) — «Автодор-Олаф» (Владикавказ) — +:- (неявка гостей)
- «Спартак» (Нальчик) — «Кавказкабель» (Прохладный) — 4:3
- «Бештау» (Лермонтов) — «Дружба» (Будённовск) — 1:1, 3:2-пен.
- «Машук» (Пятигорск) — «Торпедо» (Армавир) — 2:1
- «Дружба» (Майкоп) — «Химик» (Белореченск) — 2:1
- «Гекрис» (Новороссийск) — «Спартак» (Анапа) — 1:0
- АПК (Азов) — «Шахтёр» (Шахты) — 3:0
- «Факел» (Воронеж) — «Металлург» (Красный Сулин) — 2:0
- «Арсенал» (Тула) — «Авангард» (Курск) — 6:0
- «Ока» (Коломна) — «Турбостроитель» (Калуга) — 2:3, д. в.
- «Смена-Сатурн» (Санкт-Петербург) — «Трион-Волга» (Тверь) — 3:1
- «Зенит» (Санкт-Петербург) — «Прометей-Динамо» (Санкт-Петербург) — 7:1
- «Балтика» (Калининград) — «Машиностроитель» (Псков) — 1:0
- «Текстильщик» (Иваново) — «Булат» (Череповец) — 0:1
- «Знамя труда» (Орехово-Зуево) — «Мосэнерго» (Москва) — 0:0, 5:6-пен.
- «Торпедо-МКБ» (Мытищи) — «Торгмаш» (Люберцы) — 1:0
- «Виктор-Авангард» (Коломна) — «Асмарал»-д (Москва) — 4:2, д. в.
- «Динамо-2» (Москва) — ЦСКА-д (Москва) — 0:3
- «Химик» (Дзержинск) — «Торпедо» (Арзамас) — 1:3
- «Торпедо» (Владимир) — «Вымпел» (Рыбинск) — 2:3, д. в.
- «Иргиз» (Балаково) — «Заря» (Кротовка) — 5:1
- «Саранскэкспорт» (Саранск) — «Текстильщик» (Ишеевка) — 0:1
- «Сокол» (Саратов) — «Ротор»-д (Волгоград) — 3:1
- «Торпедо» (Волжский) — «Астратекс» (Астрахань) — 6:0
- «Нефтехимик» (Нижнекамск) — «Вятка» (Киров) — 2:1
- «Электрон» (Вятские Поляны) — «КамАЗавтоцентр» (Набережные Челны) — 0:1
- КДС «Самрау» (Уфа) — «Энергия» (Чайковский) — 2:0
- «Металлург» (Новотроицк) — «Девон» (Октябрьский) — 4:0

23 мая
- «Металлург» (Новокузнецк) — «Динамо-Газовик» (Тюмень) — 0:2
- «Металлург» (Красноярск) — «Кузбасс» (Кемерово) — +:- (неявка гостей)

### 1/32 финала
28 мая
- «Спартак» (Нальчик) — «Терек» (Грозный) — 1:1, 3:5-пен.
- «Бештау» (Лермонтов) — «Машук» (Пятигорск) — 2:0
- «Турбостроитель» (Калуга) — «Арсенал» (Тула) — 0:2
- «Смена-Сатурн» (Санкт-Петербург) — «Зенит» (Санкт-Петербург) — 1:1, 4:1-пен.
- «Булат» (Череповец) — «Балтика» (Калининград) — 0:1
- «Мосэнерго» (Москва) — «Торпедо-МКБ» (Мытищи) — 2:0
- ЦСКА-д (Москва) — «Виктор-Авангард» (Коломна) — 0:2
- «Торпедо» (Арзамас) — «Вымпел» (Рыбинск) — 1:1, 4:1-пен.
- «Текстильщик» (Ишеевка) — «Иргиз» (Балаково) — 0:0, 4:5-пен.
- «Торпедо» (Волжский) — «Сокол» (Саратов) — 2:1
- «Нефтехимик» (Нижнекамск) — «КамАЗавтоцентр» (Набережные Челны) — 2:0
- «Металлург» (Новотроицк) — КДС «Самрау» (Уфа) — 4:0
- «Уралец» (Нижний Тагил) — «КАМАЗ» (Набережные Челны) — 0:1

14 июня
- «Динамо-Газовик» (Тюмень) — «Металлург» (Красноярск) — 1:2

16 июня
- «Гекрис» (Новороссийск) — «Дружба» (Майкоп) — 4:1

28 июня
- «Факел» (Воронеж) — АПК (Азов) — +:- (неявка гостей)

### Турнирная сетка
|  | 1/16 финала 5 июля 1993 | 1/16 финала 5 июля 1993 |  |  | 1/8 финала 17 июля-18 августа 1993 | 1/8 финала 17 июля-18 августа 1993 |             |           | Четвертьфиналы 13-23 апреля 1994 | Четвертьфиналы 13-23 апреля 1994 |  |  | Полуфиналы 6-7 мая 1994 | Полуфиналы 6-7 мая 1994 |  |  | Финал 22 мая 1994 | Финал 22 мая 1994 |
|  |                         |                         |  |  |                                    |                                    |             |           |                                  |                                  |  |  |                         |                         |  |  |                   |                   |
|  | Торпедо Вж              | 0                       |  |  |                                    |                                    |             |           |                                  |                                  |  |  |                         |                         |  |  |                   |                   |
|  | Ротор                   | 2                       |  |  | Ротор                              | 5                                  |             |           |                                  |                                  |  |  |                         |                         |  |  |                   |                   |
|  | Иргиз                   | 1                       |  |  | Иргиз                              | 0                                  |             |           |                                  |                                  |  |  |                         |                         |  |  |                   |                   |
|  | Текстильщик             | 0                       |  |  |                                    |                                    |             | Ротор     | 0                                |                                  |  |  |                         |                         |  |  |                   |                   |
|  | Виктор-Авангард         | 0                       |  |  | Динамо М                           | 1                                  |             |           |                                  |                                  |  |  |                         |                         |  |  |                   |                   |
|  | Динамо М                | 2                       |  |  | Динамо М                           | 2                                  |             |           |                                  |                                  |  |  |                         |                         |  |  |                   |                   |
|  | Торпедо Арз             | 2(5)п.                  |  |  | Торпедо Арз                        | 0                                  |             |           |                                  |                                  |  |  |                         |                         |  |  |                   |                   |
|  | Локомотив НН            | 2(4)                    |  |  |                                    |                                    |             | Динамо М  | 0                                |                                  |  |  |                         |                         |  |  |                   |                   |
|  | КАМАЗ                   | 2                       |  |  | Спартак М                          | 1                                  |             |           |                                  |                                  |  |  |                         |                         |  |  |                   |                   |
|  | Уралмаш                 | 0                       |  |  | КАМАЗ                              | 6                                  |             |           |                                  |                                  |  |  |                         |                         |  |  |                   |                   |
|  | Металлург Кр            | 3                       |  |  | Металлург Кр                       | 0                                  |             |           |                                  |                                  |  |  |                         |                         |  |  |                   |                   |
|  | Океан                   | 1                       |  |  |                                    |                                    | КАМАЗ       | 1         |                                  |                                  |  |  |                         |                         |  |  |                   |                   |
|  | Нефтехимик              | 0                       |  |  | Спартак М                          | 3                                  |             |           |                                  |                                  |  |  |                         |                         |  |  |                   |                   |
|  | Спартак М               | 5                       |  |  | Спартак М                          | 5                                  |             |           |                                  |                                  |  |  |                         |                         |  |  |                   |                   |
|  | Металлург Нвт           | 0(4)п.                  |  |  | Металлург Нвт                      | 0                                  |             |           |                                  |                                  |  |  |                         |                         |  |  |                   |                   |
|  | Крылья Советов          | 0(3)                    |  |  |                                    |                                    |             | Спартак М | 2(4)п.                           |                                  |  |  |                         |                         |  |  |                   |                   |
|  | Арсенал                 | 1                       |  |  | ЦСКА                               | 2(2)                               |             |           |                                  |                                  |  |  |                         |                         |  |  |                   |                   |
|  | Локомотив М             | 2                       |  |  | Локомотив М                        | 2 д.                               |             |           |                                  |                                  |  |  |                         |                         |  |  |                   |                   |
|  | Смена-Сатурн            | 1                       |  |  | Смена-Сатурн                       | 1 в.                               |             |           |                                  |                                  |  |  |                         |                         |  |  |                   |                   |
|  | Торпедо                 | 0                       |  |  |                                    |                                    | Локомотив М | 2(3)п.    |                                  |                                  |  |  |                         |                         |  |  |                   |                   |
|  | Мосэнерго               | 1                       |  |  | ЦСКА                               | 2(4)                               |             |           |                                  |                                  |  |  |                         |                         |  |  |                   |                   |
|  | Асмарал                 | 2                       |  |  | Асмарал                            | 1                                  |             |           |                                  |                                  |  |  |                         |                         |  |  |                   |                   |
|  | Балтика                 | 0                       |  |  | ЦСКА                               | 2                                  |             |           |                                  |                                  |  |  |                         |                         |  |  |                   |                   |
|  | ЦСКА                    | 1                       |  |  |                                    |                                    | ЦСКА        | 1(5)п.    |                                  |                                  |  |  |                         |                         |  |  |                   |                   |
|  | Факел                   | 0                       |  |  | Спартак Вл                         | 1(3)                               |             |           |                                  |                                  |  |  |                         |                         |  |  |                   |                   |
|  | Ростсельмаш             | 1                       |  |  | Ростсельмаш                        | 1                                  |             |           |                                  |                                  |  |  |                         |                         |  |  |                   |                   |
|  | Гекрис                  | 1(4)п.                  |  |  | Гекрис                             | 2                                  |             |           |                                  |                                  |  |  |                         |                         |  |  |                   |                   |
|  | Жемчужина               | 1(3)                    |  |  |                                    |                                    | Черноморец  | 0         |                                  |                                  |  |  |                         |                         |  |  |                   |                   |
|  | Терек                   | 5                       |  |  | Спартак Вл                         | 2                                  |             |           |                                  |                                  |  |  |                         |                         |  |  |                   |                   |
|  | Спартак Вл              | 6                       |  |  | Спартак Вл                         | 6                                  |             |           |                                  |                                  |  |  |                         |                         |  |  |                   |                   |
|  | Бештау                  | 2                       |  |  | Бештау                             | 0                                  |             |           |                                  |                                  |  |  |                         |                         |  |  |                   |                   |
|  | Динамо Ст               | 0                       |  |  |                                    |                                    |             |           |                                  |                                  |  |  |                         |                         |  |  |                   |                   |

### 1/16 финала
3 июля
- «КАМАЗ» (Набережные Челны) — «Уралмаш» (Екатеринбург) — 2:0

5 июля
- «Терек» (Грозный) — «Спартак» (Владикавказ) — 5:6
- «Бештау» (Лермонтов) — «Динамо» (Ставрополь) — 2:0
- «Гекрис» (Новороссийск) — «Жемчужина» (Сочи) — 1:1 дв п.4:3
- «Факел» (Воронеж) — «Ростсельмаш» (Ростов-на-Дону) — 0:1
- «Арсенал» (Тула) — «Локомотив» (Москва) — 1:2
- «Смена-Сатурн» (Санкт-Петербург) — «Торпедо» (Москва) — 1:0
- «Балтика» (Калининград) — ЦСКА (Москва) — 0:1
- «Мосэнерго» (Москва) — «Асмарал» (Москва) — 1:2
- «Виктор-Авангард» (Коломна) — «Динамо» (Москва) — 0:2
- «Торпедо» (Арзамас) — «Локомотив» (Нижний Новгород) — 2:2 дв п.5:4
- «Иргиз» (Балаково) — «Текстильщик» (Камышин) — 1:0
- «Торпедо» (Волжский) — «Ротор» (Волгоград) — 0:2
- «Нефтехимик» (Нижнекамск) — «Спартак» (Москва) — 0:5
- «Металлург» (Новотроицк) — «Крылья Советов» (Самара) — 0:0 дв п.4:3
- «Металлург» (Красноярск) — «Океан» (Находка) — 3:1

### 1/8 финала
| Дата       | Хозяева               | Счёт       | Гости                  | Голы                                                                            |
| ---------- | --------------------- | ---------- | ---------------------- | ------------------------------------------------------------------------------- |
| 17 июля    | Динамо (Москва)       | 2:0        | Торпедо (Арзамас)      | Рыбаков 59', 83'                                                                |
| 17 июля    | Ротор                 | 5:0        | Иргиз                  | Веретенников 17', Нидергаус 34', 61', Нечаев 68', Кузнецов 78'                  |
| 1 августа  | Спартак (Владикавказ) | 6:0        | Бештау                 | Дзоблаев 1', Пименов 10', 25', Сулейманов 34', Мархель 36', Мелешко (71', пен.) |
| 1 августа  | Асмарал (Москва)      | 1:2        | ЦСКА                   | Панфёров 72' — Машкарин 65', Гришин 84'                                         |
| 2 августа  | Ростсельмаш           | 1:2        | Гекрис                 | Бородкин 5' — Березнер 23', Бурдин 83'                                          |
| 2 августа  | Локомотив (Москва)    | 2:1, д. в. | Смена-Сатурн           | Гарин 106', Смирнов 115' — Лапушкин 119'                                        |
| 2 августа  | КАМАЗ                 | 6:0        | Металлург (Красноярск) | Панченко 16', 64', Фахрутдинов 28', 40', 71', 82'                               |
| 14 августа | Спартак (Москва)      | 5:0        | Металлург (Новотроицк) | Писарев 34', Черенков 39', Радченко 49', 70', Пятницкий 59'                     |

### 1/4 финала
| Дата      | Хозяева            | Счёт            | Гости                 | Голы                                                  |
| --------- | ------------------ | --------------- | --------------------- | ----------------------------------------------------- |
| 13 апреля | Черноморец         | 0:2             | Спартак (Владикавказ) | Касымов 15', Дзоблаев 77'                             |
| 13 апреля | Локомотив (Москва) | 2:2, 3:4 (пен.) | ЦСКА                  | Рахимов 56', Косолапов 106' — Быстров 8', Гришин 104' |
| 13 апреля | Ротор              | 0:1             | Динамо (Москва)       | Симутенков 47'                                        |
| 23 апреля | КАМАЗ              | 1:3             | Спартак (Москва)      | Яремчук 59' — Пятницкий 43', Карпин 45' (пен.), 82'   |

### 1/2 финала
| Дата  | Хозяева         | Счёт            | Гости                 | Голы                   |
| ----- | --------------- | --------------- | --------------------- | ---------------------- |
| 6 мая | Динамо (Москва) | 0:1             | Спартак (Москва)      | Бесчастных 39'         |
| 7 мая | ЦСКА            | 1:1, 5:3 (пен.) | Спартак (Владикавказ) | Гущин 61' — Тедеев 80' |

### Финал
| Спартак (Москва)                         | 2:2 (2:1, 0:1) д.в., п. 4:2 | ЦСКА                                    |
| Ледяхов 6′ · Карпин 11′                  | Голы                        | 39′ Радимов · 58′ Быстров               |
| Ледяхов · Онопко · Тернавский · Аленичев | Пенальти                    | Гришин · Бушманов · Куприянов · Быстров |

| | Составы | | |
| Стауче, Мамедов (Масалитин 63'), Хлестов, Цымбаларь, Тернавский, Никифоров (Чудин 118'), Онопко (к), Карпин (Аленичев 104'), Пятницкий, Ледяхов, Бесчастных |         | Плотников, Гущин, Куприянов, Быстров, Иванов, Бушманов (к), Антонович, Машкарин, Радимов (Гришин 106'), Татарчук (Брошин 46'), Файзулин (Бобров 82') | Плотников, Гущин, Куприянов, Быстров, Иванов, Бушманов (к), Антонович, Машкарин, Радимов (Гришин 106'), Татарчук (Брошин 46'), Файзулин (Бобров 82') |
| Олег Романцев · Мамедов (55'), Тернавский (84') | Тренеры | Борис Копейкин · Гущин (24'), Иванов (92') | Борис Копейкин · Гущин (24'), Иванов (92') |